# Quan hệ đối xứng
Một quan hệ đối xứng là một dạng quan hệ hai ngôi (quan hệ nhị phân). Ví dụ đó là quan hệ "bằng với" (=), bởi vì nếu a = b là ĐÚNG thì b = a cũng là ĐÚNG. Theo cách chính thức, một quan hệ 2 ngôi R  trên một tập X là đối xứng tương đương logic khi:
{\displaystyle \forall a,b\in X(aRb\Leftrightarrow bRa).}

## Các ví dụ

### Trong toán học
- quan hệ "bằng với" (đẳng thức) (trái lại "nhỏ hơn" là không đối xứng): A bằng (=) B thì B cũng bằng A
- "là so sánh với", với các phần tử của một tập thứ tự một phần
- "... và ... là chẵn":

### Bên ngoài phạm vi toán học
- "quan hệ vợ chồng" (trong đa số hệ thống luật pháp ở các quốc gia): A có quan hệ vợ chồng với B thì B cũng có quan hệ vợ chồng với A
- "quan hệ anh/chị/em ruột": A có quan hệ anh/chị/em ruột với B thì B cũng vậy.
- "quan hệ đồng âm": chữ A có quan hệ đồng âm với B thì B cũng có quan hệ đồng âm với A.
- "quan hệ đồng nghiệp": A là đồng nghiệp của B thì B cũng là đồng nghiệp của A.
- "quan hệ đồng đội": A là đồng đội của B thì B cũng là đồng đội của A.